# Alberto Korda

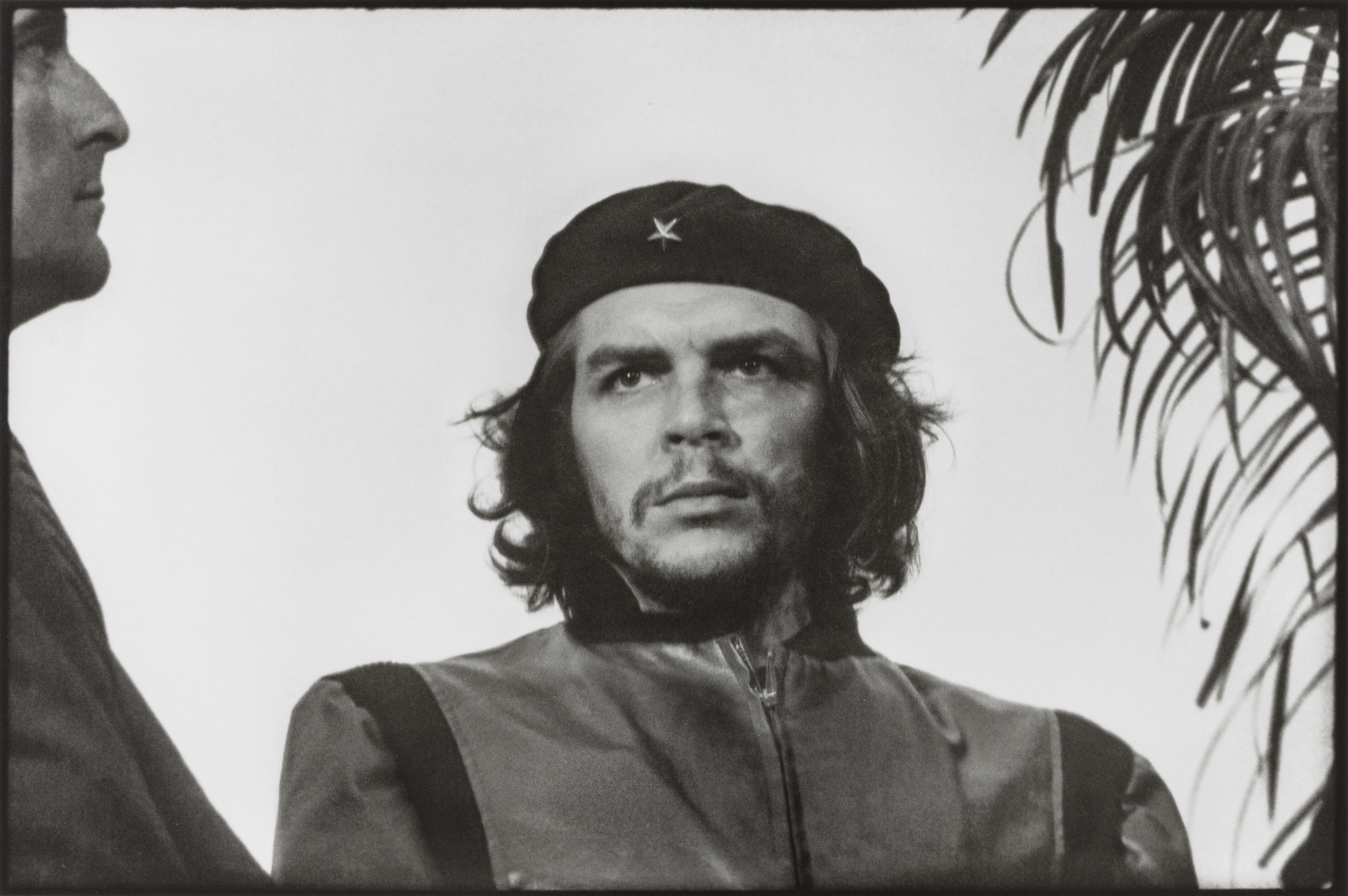
5 marca 1960 r., Hawana. Che na pogrzebie załogi statku La Coubre i dokerów z portu w Hawanie.

Alberto Korda właściwie Alberto Díaz Gutiérrez (ur. 14 września 1928 w Hawanie, zm. 25 maja 2001 w Paryżu) – kubański fotograf, autor najsłynniejszego zdjęcia Ernesto „Che” Guevary, które stało się jedną z ikon popkultury.

## Biografia
Alberto Korda urodził się w Hawanie jako syn kolejarza. Imał się wielu zawodów, zanim został pomocnikiem fotografa.
Jego pierwsza żona Natalia Menéndez (Niurka) została pierwszą kubańską modelką.
Po rewolucji kubańskiej został na 10 lat osobistym fotografem Fidela Castro. Od 1968 do 1978 skoncentrował się na fotografii podwodnej – aż do wystawy w Japonii w 1978, która rozbudziła zainteresowanie jego pracami za granicą. Gdy zrobił swoje, jak się okazało najsłynniejsze zdjęcie Che, 5 marca 1960 roku, był fotografem kubańskiej gazety „Revolución” (w 1965 r. połączono ją z „Hoy” tworząc „Granma”). Nie otrzymał tantiem za tę fotografię, nazwaną z czasem Guerrillero Heroico. 
W 2000 r. wystąpił na drogę sądową przeciwko producentom wódki „Smirnoff” za użycie jego słynnego zdjęcia w reklamie. Pozasądowa ugoda przyniosła mu 50 000 dolarów amerykańskich, które przekazał na kubański system ochrony zdrowia.
Pojawił się w epizodzie przedtytułowym w filmie Wima Wendersa Buena Vista Social Club, choć nie został wymieniony na liście aktorów. W 2005 powstał o nim pełnometrażowy film dokumentalny Kordavision: The Man Who Shot Che Guevara (polski tytuł: Świat w obiektywie Kordy) w reżyserii Hectora Cruza Sandovala.
Zmarł w Paryżu w 2001 na atak serca w trakcie wystawy swoich prac. Został pochowany na cmentarzu Colón w Hawanie.